# Torre di Ostankino
La torre di Ostankino (in russo Останкинская телебашня?, Ostankinskaja telebašnja) è una torre in calcestruzzo armato per la radio-telediffusione situata a Mosca, in Russia.
Ultimata nel 1967, misura 515 m d'altezza, ha un osservatorio a 340 m di altezza, mentre la base è posta a 160 m s.l.m., ed è a tutt'oggi la struttura autoportante più alta in Europa. La torre è uno dei simboli del Distretto Nord-orientale di Mosca, tanto da comparirne sullo stemma e sulla bandiera.

## Storia
Vanto dell'ingegneria sovietica, fu realizzata secondo il progetto di Nikolaj Nikitin, che prevedeva una costruzione in calcestruzzo armato precompresso; le operazioni di costruzione iniziarono nel 1963 e terminarono nel 1967.
L'ampio utilizzo di calcestruzzo precompresso portarono alla realizzazione di una torre semplice e robusta. Ha battuto il record di altezza dell'Empire State Building per diventare la struttura autoportante più alta in tutto il mondo. Ha detenuto il record per 9 anni fino al 1976 quando a Toronto (Canada) la CN Tower non fu completata del tutto, superando di 13 m l'altezza della Torre di Ostankino. La Torre di Ostankino è rimasta la seconda struttura autoportante più alta al mondo per altri 31 anni fino a quando il Burj Khalifa nel 2007 (durante la costruzione) ha battuto il record sia della Torre di Ostankino sia della CN Tower. L'altezza della torre è stata superata dalla Canton Tower a Guangzhou e forse anche dal World Trade Center a New York, Abraj Al Bait Towers a La Mecca, Shanghai Tower a Shanghai, in India con le Tower di Mumbai e la Tokyo Sky Tree a Tokyo.
Torri alte oltre 300 metri sono state costruite a Kiev ( Ucraina), Tashkent ( Uzbekistan), Almaty ( Kazakistan), Riga ( Lettonia), Berlino, Vilnius ( Lituania), Tallinn ( Estonia), Yerevan ( Armenia), San Pietroburgo e Baku ( Azerbaigian).
La Torre Ostankino è rimasta la più alta struttura autoportante in Europa per 42 anni.
Nel 1994 si prevedeva di aumentare l'altezza della torre a 561 m con l'aggiunta di un'antenna, ma tale modifica non è stata attuata per mancanza di fondi.
Nel 2005 la torre è entrata nella World Federation of Great Towers.

## Incidenti

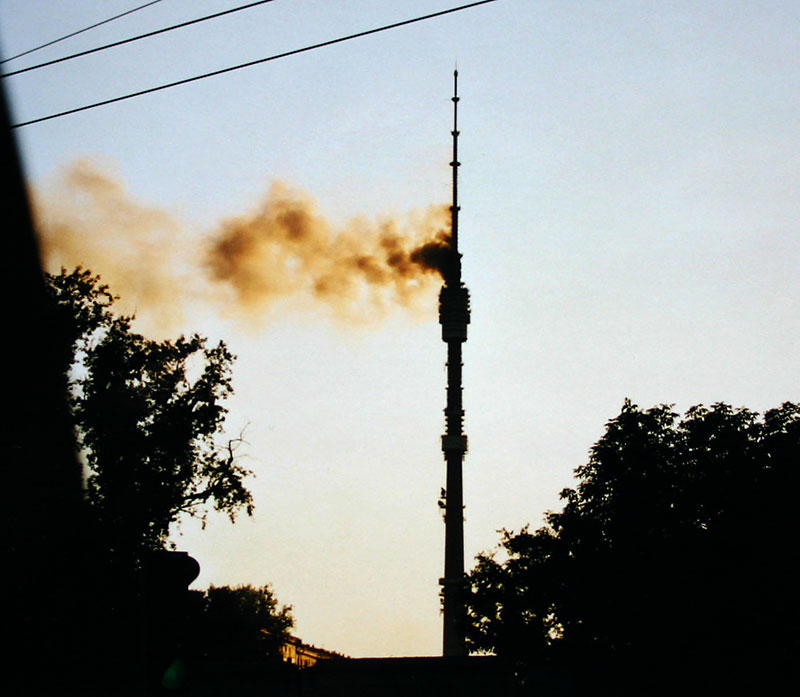
L'incendio alla torre nel 2000

- La torre ha preso fuoco il 27 agosto 2000, uccidendo tre persone. Inoltre, i segnali televisivi e radiofonici sono stati interrotti. L'incendio è scoppiato a un'altezza di circa 458 m, 98 m al di sopra della piattaforma di osservazione e il ristorante Settimo cielo, dopo un corto circuito nel cablaggio appartenente a una società di paging. Il fuoco ha costretto a sfollare tutti i visitatori e tutto il personale. Secondo la stampa russa, l'evacuazione è stata completata dopo solo 90 minuti dall'inizio dell'incendio. La perdita è stata rilevante a causa dell'età e della scarsa manutenzione delle apparecchiature elettroniche, molte delle quali sono state installate nel 1960. Il malfunzionamento dei sistemi di soppressione del fuoco, per di più, ha permesso alle fiamme di distruggere la maggior parte degli interni. Anche se più di 300 vigili del fuoco e soccorritori sono stati chiamati, questi sono stati costretti a trasportare a mano attrezzature pesanti, compresi gli estintori chimici, fino alla torre al fine di fermare le fiamme. Il fuoco ha distrutto praticamente tutte le antenne e i ripetitori radiovisivi a Mosca. La sola stazione televisiva inalterata era la stazione privata NTV e la stazione relè Chennai, ma il governo ha decretato che i canali di stato avessero la priorità, e come tale, il canale TV RTR ha iniziato a trasmettere a diversi distretti di Mosca. L'incendio seguì ad altri due disastri avvenuti in Russia nello stesso mese: un'esplosione in un passaggio sotterraneo che ha ucciso 12 persone a Mosca e l'affondamento del sottomarino Kursk nel Mare di Barents, in cui morirono 118 persone. Il presidente russo Vladimir Putin, ha dichiarato: «Questo nuovo incidente dimostra la forma delle nostre installazioni vitali e lo stato complessivo del nostro paese. Non possiamo non vedere i problemi più importanti del paese alla base di questo incidente, e non dobbiamo dimenticare l'economia. Se tali incidenti accadranno o meno ancora in futuro, dipenderà da come lavoriamo in questa direzione vitale».
- Il 1º luglio 2004 la base jumper austriaca Christina Grubelnik si lanciò dalla torre, ma durante la discesa perse conoscenza e il paracadute si aprì impigliandosi a una piattaforma di servizio; fu soccorsa dalle Forze di Emergenza Russe.
- Il 25 maggio 2007 la torre prese di nuovo fuoco. La BBC comunicò che l'incendio non era grave quanto quello del 2000. Esso è stato subito isolato e la torre è stata prontamente evacuata.

## Nella cultura di massa

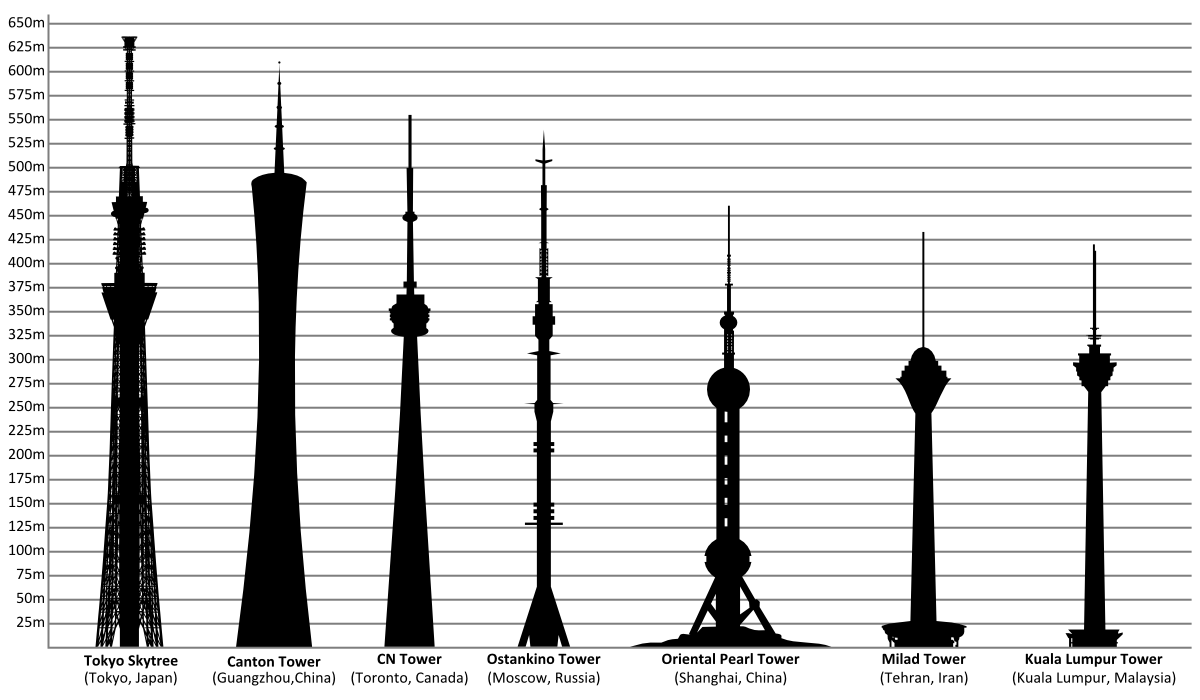
Confronto tra le più alte strutture per radiodiffusione del mondo

- La torre ha un ruolo importante nel film del 2017 Guardians - Il risveglio dei guardiani, in quanto viene utilizzata dall'antagonista Kuratov come amplificatore per il segnale dell'arma "Modulo 2".
- Ha un ruolo importante anche nel romanzo russo di Dmitrij Gluchovskij Metro 2033, da cui è stato tratto l'omonimo videogioco.